# لو کاستلو
لوییس فرانسیس کریستیلو (به انگلیسی: Louis Francis Cristillo) ‏ (۶ مارس، ۱۹۰۶ - ۳ مارس ۱۹۵۹) کمدین آمریکایی بود.